# Hipocrene

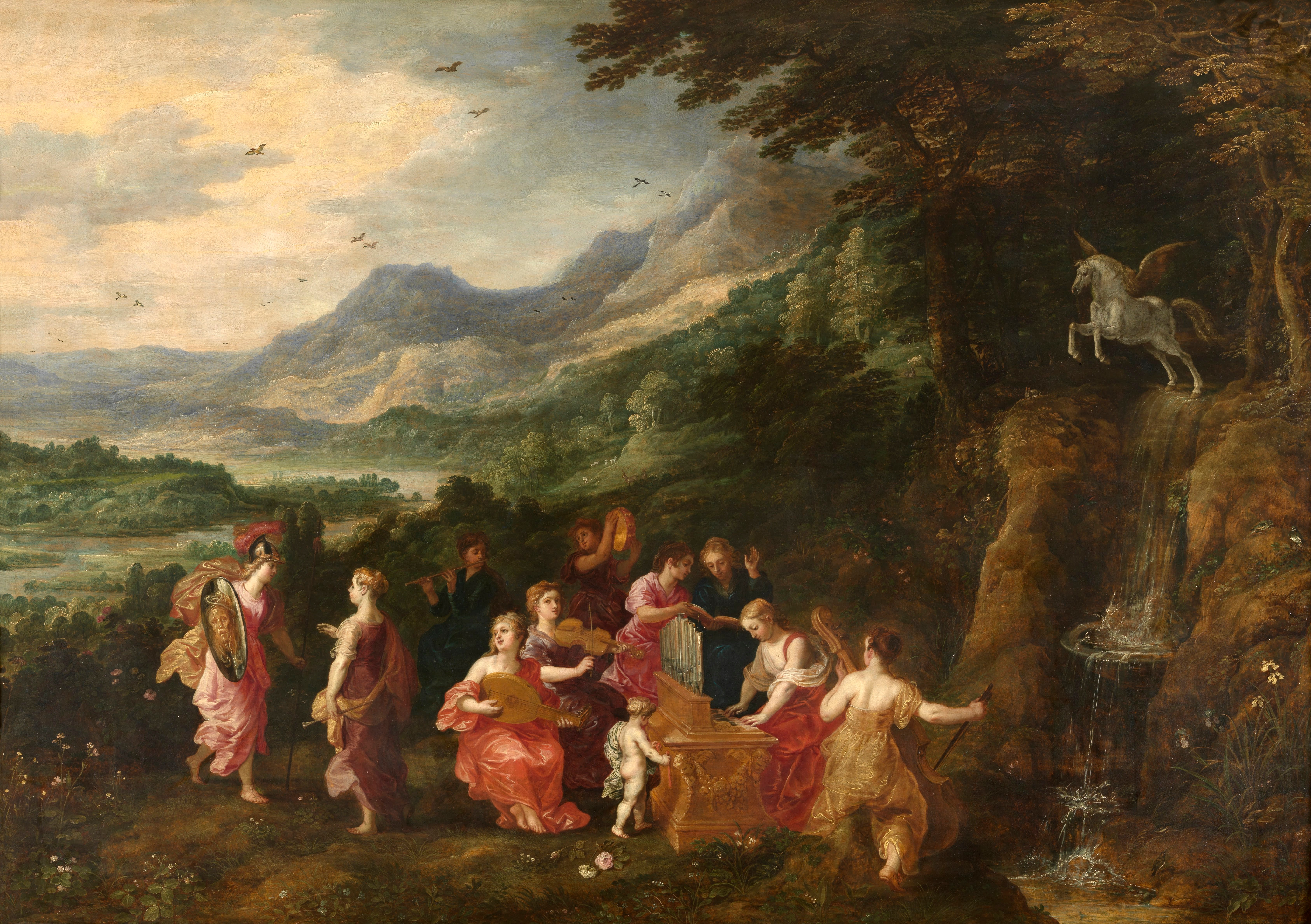
Joos de Momper: Helicón o Visita de Minerva a las Musas (Bezoek van Minerva aan de Muzen, primera mitad del s. XVII). Museo Real de Bellas Artes de Amberes.

Hipocrene («la fuente del caballo») es una de las dos fuentes de agua que nacían en la falda del monte Helicón, en Beocia (siendo la otra la de Aganipe). En la mitología griega este manantial estaba consagrado a las Musas. Según un mito griego, cuando las Piérides se enfrentaron con las Musas en un concurso de canto al pie del monte Helicón, este estaba tan complacido por la belleza de las voces que empezó a crecer de manera desmesurada amenazando con llegar al cielo. Al ver el peligro, Poseidón mandó al caballo alado Pegaso que fuera y golpeara a la montaña con uno de sus cascos para ordenarle que volviera a su tamaño normal, a lo que la montaña obedeció dócilmente, pero en el lugar donde Pegaso la había golpeado brotó la fuente de Hipocrene. Finalmente, según Ovidio, en la batalla de canto las Piérides perdieron y se convirtieron en urracas.
Sin embargo, algunos autores no identificaban a Pegaso con el caballo que hizo brotar la fuente Hipocrene, sino que la atribuyen a un caballo que vivía en el Helicón y cuyo nombre no mencionan.